# الجيل الجديد (مجلة)
مجلة الجيل الجديد هي مجلة سعودية تصدر شهرياً عن مجلة الجيل التي تصدرها الرئاسة العامة لرعاية الشباب، تولى إدارة تحريرها سليمان عبد العزيز المعيقلي، وتولى سكرتارية تحريرها يوسف المحيميد قبل أن يُنقل إلى مجلة اليمامة، أما التصميم والإخراج الفني فقد تولاه في منتصف التسعينيات أحمد الخوجلي، وقد صدرت المجلة كملحق لمجلة الجيل قبل أن تصدر منفصلة في محرم 1412هـ الموافق ليوليو 1991م، تتوجه المجلة إلى القراء من سن 6 إلى 16 سنة، والمجلة ملونة، قطعها: 29×21سم، وليس هناك فهرس في المجلة، يوضع في بعض الأعداد في ص6، إلى جوار الترويسة، حيث أن شعار المجلة شهرية تعدها نخبة من المتخصصين في شؤون ثقافة الطفل، تعتمد المجلة على قصص الكرتون يؤلفها أشهر الأدباء، وليس هناك أبواب ثابتة في المجلة عدا التسالي، وإن كانت المجلة قد نشرت قصصاً بشكل متتابع لكل من يوسف أبو رية، ومحمد كشك، ومحمد أمين وغيرهم، تستهل المجلة بقصص ثم برسائل وردود القراء، وفي ص7 هناك كلمة الجيل الجديد يكتبها محرر تحت اسم مستعار «حسون» أما القصص المصورة فيكتبها محمود قاسم، وعبد الله وجوهر، ومن رسامي المجلة: جوهر، حسام.
تتضمن التسالي توصيل الأرقام والفكاهات ومسابقات معلوماتية تتناسب مع السن التي توجه إليه المجلة، تخلو المجلة من مسابقات ذات جوائز مالية، وهي خالية من الإعلانات غالباً. لا توجد إشارة إلى مواد العدد على الغلاف، وثمن العدد ريالان في المملكة العربية السعودية.